# شهرستان پولک (مینه‌سوتا)

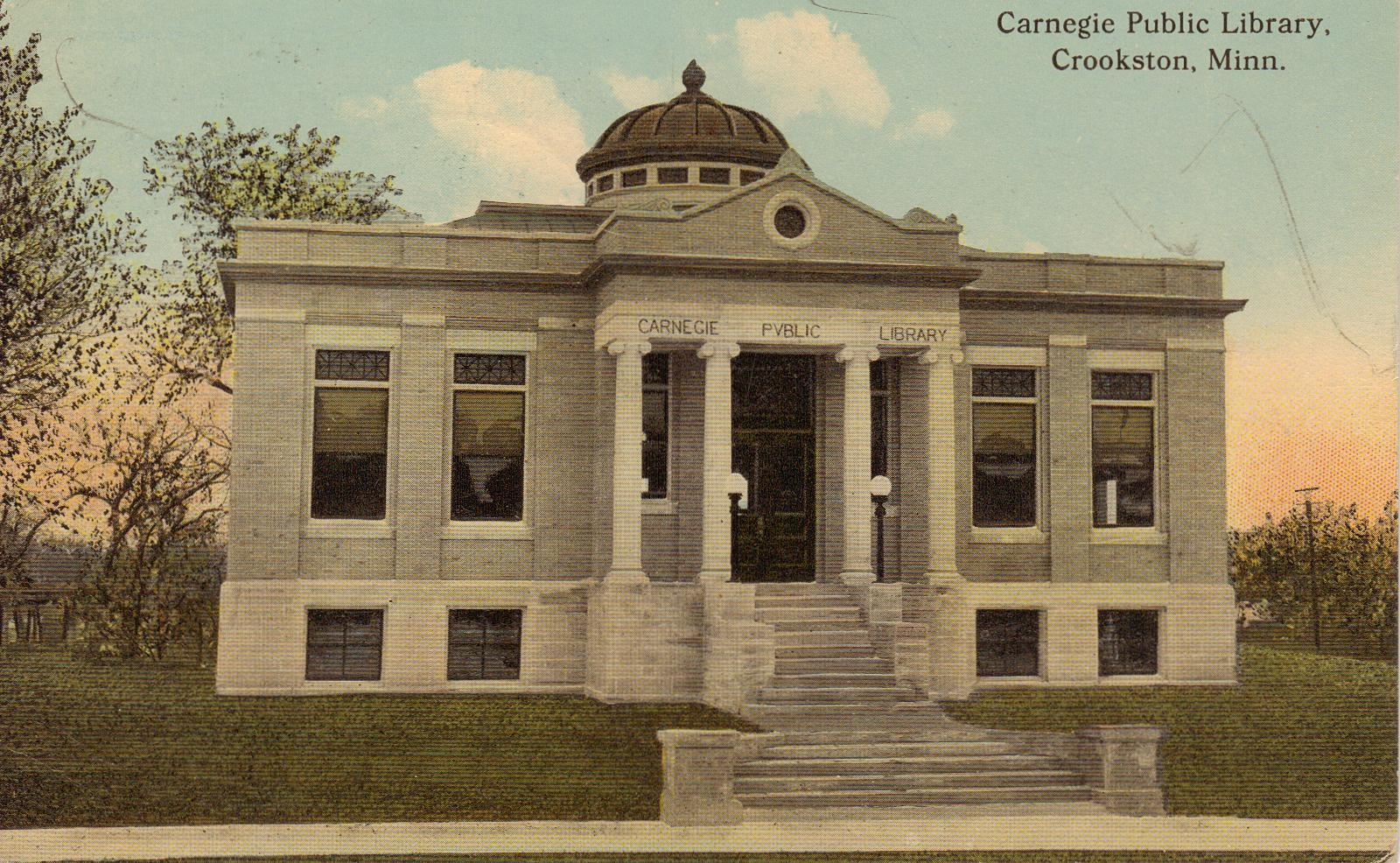
شهرستان پولک، مینه‌سوتا

شهرستان پولک، مینه‌سوتا (به انگلیسی: Polk County, Minnesota) شهرستانی در ایالات متحده آمریکا است که در مینه‌سوتا واقع شده‌است.